# Aachener Weihnachts-Leberwurst

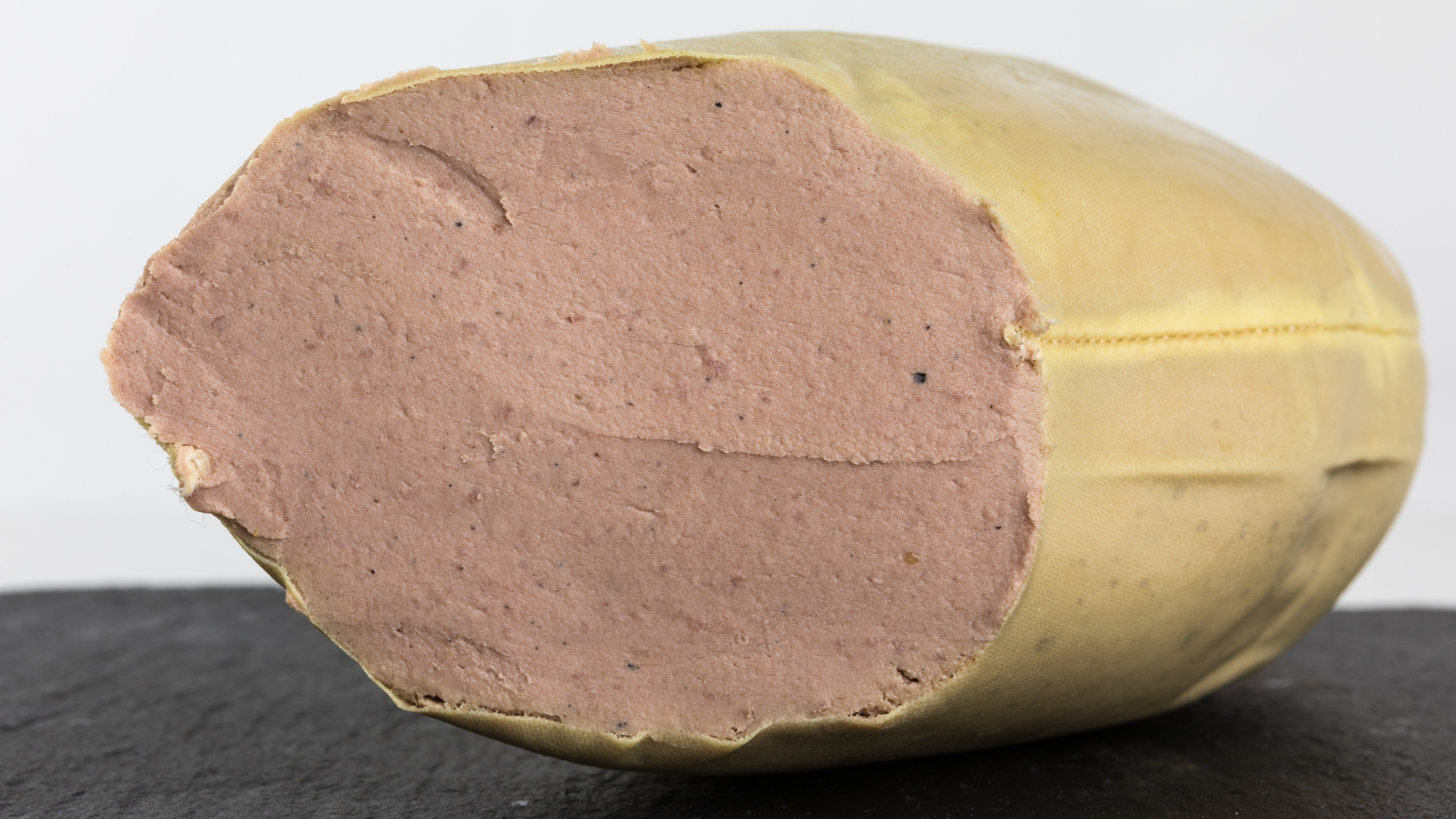
Aachener Weihnachts-Leberwurst

Die Aachener Weihnachts-Leberwurst  (auch: Oecher Weihnachtsleberwurst) ist eine geschützte jahreszeitliche Spezialität aus Aachen.

## Herstellung
Die Leberwurst besteht aus Fleisch, Backen, Fett, Leber und Gewürzen. Der Leberanteil muss bei 30 bis 33 % liegen. Die Zutaten werden gekocht und im Kutter zerkleinert, dann wird die gesäuberte und zerkleinerte Leber hinzugefügt und gecuttert, bis sie eine streichfähige Konsistenz erreicht hat. Die Abfüllung erfolgt in Naturdärme oder Kunststoffdärme, die danach gebrüht werden. Das Besondere an der Aachener Weihnachtsleberwurst ist der Zusatz von Sahne, einer weihnachtlichen Gewürzmischung sowie die zeitlich begrenzte Produktion auf wenige Monate vor Weihnachten.
Die Herstellung erlaubt auch den Zusatz von besonderen, dem Geschmack der Wurst angepassten Zutaten, wie Preiselbeeren, Nüssen, Honig, Printen oder Mohn sowie Wintergewürzen wie Anis oder Preiselbeeren. Es müssen aber immer mindestens zwei der folgenden Gewürze enthalten sein: Koriander, Kardamom, Pfeffer und Ingwer.

## Registrierung als geographisch geschützte Angabe
Im Jahre 2012 wurde der Antrag zum Schutz als G.g.A. eingereicht und im Jahre 2016 durch die Europäische Kommission bestätigt. Seit diesem Datum darf die „Aachener Weihnachtsleberwurst“ nur noch durch die im Stadtgebiet ansässigen Metzger hergestellt werden.